# Anikatsi
Anikatsi är en ort i Estland. Den ligger i Tarvastu kommun och landskapet Viljandimaa, i den södra delen av landet, 150 km söder om huvudstaden Tallinn. Anikatsi ligger 113 meter över havet och antalet invånare är 147.
Terrängen runt Anikatsi är platt. Runt Anikatsi är det glesbefolkat, med 8 invånare per kvadratkilometer. Närmaste större samhälle är Tõrva, 19,8 km sydost om Anikatsi. I omgivningarna runt Anikatsi växer i huvudsak blandskog.